# 拉差丹嫩路

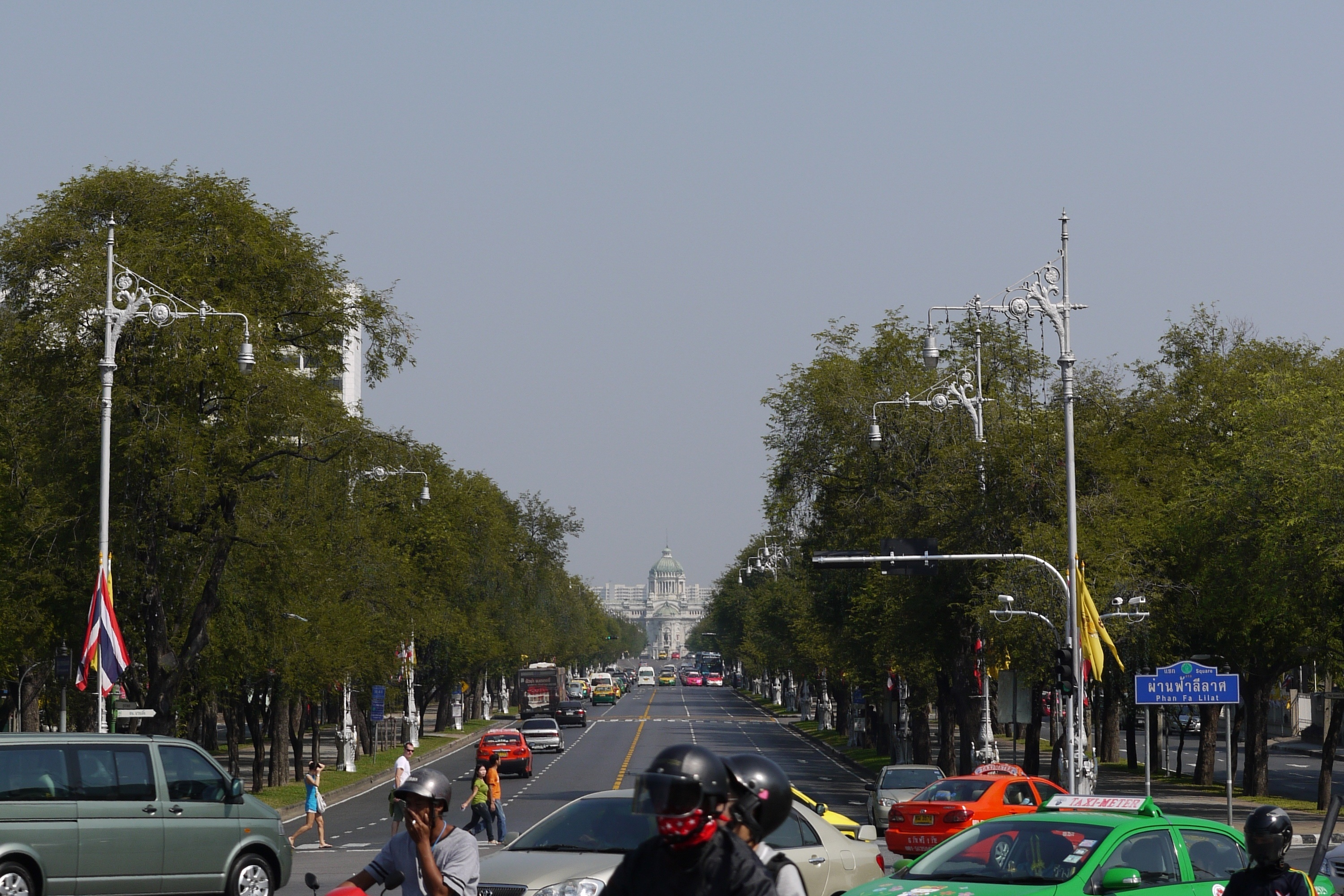
自潘法利叻桥沿拉差丹嫩路向北望，可见路尽头的阿南达沙玛空皇家御会馆

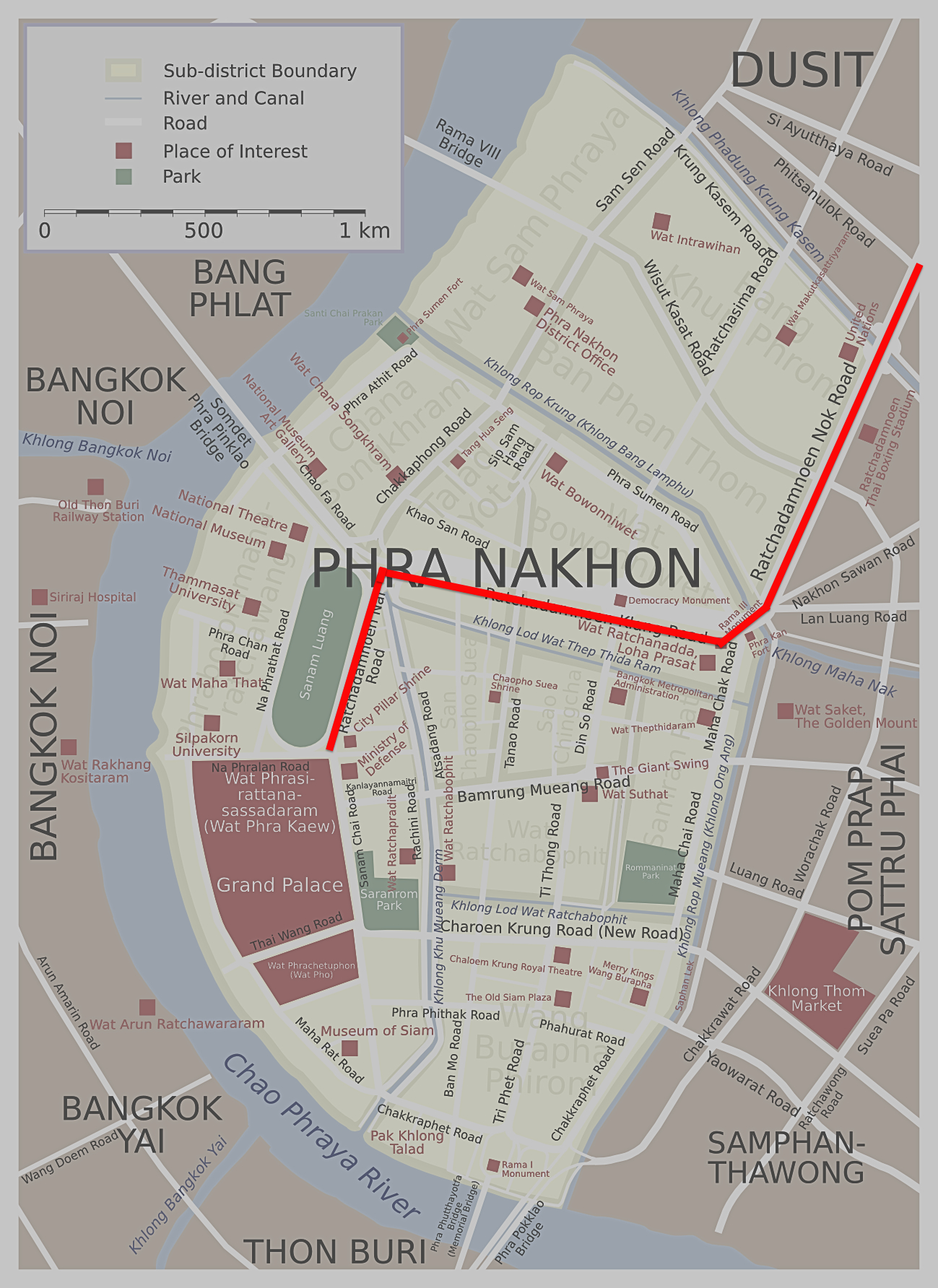

拉差丹嫩路（皇家轉寫：Thanon Ratchadamnoen，發音：[tʰā.nǒn râːt.t͡ɕʰā.dām.nɤ̄ːn]，意爲御行路），又译叻丹能路，本地华裔旧称五马路，泰國曼谷的重要道路，经过拍那空縣和律实县，连接泰国国王的新旧王宫大王宫和律实宫，途径许多地标、公共建筑和政府机关。以潘披朴利叻桥和潘法利叻桥为界，分为内拉差丹嫩路（ Thanon Ratchadamnoen Nai）、中拉差丹嫩路（ Thanon Ratchadamnoen Klang）、外拉差丹嫩路（ Thanon Ratchadamnoen Nok）三段。
拉差丹嫩路是曼谷旧城最宽阔的马路，亦有重要政治意义，平日会设立泰国王室宣传板及展示国王王后像，国王生辰期间亦会有特殊装饰布置。拉差丹嫩路亦因此同政变、示威等历史事件绕不开干系，见证泰国政治之沉浮。

## 历史
1897年，拉玛五世朱拉隆功结束欧洲之旅而返回暹罗，下令在曼谷开辟一条类似法国巴黎香榭丽舍大道的林荫大道，作为政治主干道及巡游路线，彰显暹罗王国的现代形象，命名为拉差丹嫩路，意为御行路、王家巡游路。该路在1899年动工，1903年完工。拉差丹嫩路连接旧的曼谷大王宫和新的律实宫，起始于大王宫东北角，至阿南达沙玛空皇家御会馆及五世王廣場终止。
1939年至1941年，人民党政权主导重修拉差丹嫩路的第二段，即中拉差丹嫩路:45，沿路40米范围的房产全部征收拆除:56–59，仅餘宣传部办公楼（前巴德曼洋行）:56。1940年6月24日，民主纪念碑在中拉差丹嫩路正式落成，是为人民党政权的象征:59。到1941年，中拉差丹嫩路两侧建起多座高层大楼，该年6月24日，中拉差丹嫩路重修工程宣告完工。之后数年，又建成多座大楼，如1942年的王家拉达那哥欣酒店（Royal Rattanakosin Hotel）及1949年的差伦泰剧院。人民党政权借由中段翻修工程得以在这条政治主干道上占得一席之地:60。
拉差丹嫩路因其特殊的政治意义，成为示威者经常聚集的地方，包括1973年泰國學運、2010年泰国反政府示威、2020年泰国反政府示威等，其中2010年示威中有20多人在中拉差丹嫩路丧命。
2020年1月，官方宣布将翻新或拆毁皇家资产管理局所有的沿路10座建筑物。重修建築将以新古典主义设计，暹罗立宪革命时期盛行的装饰风艺术风格的建筑恐遭取代。

## 图册
- 1943年的拉差丹嫩路，可见民主纪念碑
- 1954年的拉差丹嫩路
- 20世纪50年代
- 1954年的公共关系部大楼，现已不存
- 内拉差丹嫩路和中拉差丹嫩路交界处的金禧纪念碑
- 2006年拉玛九世即位60周年纪念
- 2007年拉玛九世八十岁生辰纪念
- 中拉差丹嫩路航拍
- 平日展示的国王像